# 롱스톱 고지 전투
롱스톱 고지 전투(Battle of Longstop Hill)는 1943년 4월 22일부터 4월 23일까지 제2차 세계 대전의 튀니지 전역에서 진행된 전투이다.
영국의 1군단과 나치 독일의 제5기갑군 사이에 일어난 전투로서 튀니지 제벨 엘 아메라(Djebel el Ahmera), 제벨 라르(Djebel Rhar)에서 일어났다. 영국군이 전투에서 승리하면서 튀니지 튀니스를 탈환하기 위한 교두보를 마련했다.